# Clovis Dardentor
Jules Verne regénye először a Magasin d'éducation et de récréation hetilapban jelent meg 1896. július elseje és december 15. között, majd kötetben a Pierre-Jules Hetzel adta ki ugyanazon év november 23-án. Verne a regényt három unokájának ajánlotta.
A könyv Verne ifjú kori színdarabjára, Az örökbefogadott fiú-ra épül és Labiche M. Perrichon utazása színdarabjának ötletét is erősen felhasználja. Ez az egyetlen Verne könyv, amelynek alapja egy színjáték.
Mielőtt elismert íróvá vált volna, Verne több mint három éven át (1852-55) dolgozott a Théátre-Lyrique színház igazgatója, Jules Séveste mellett titkárként. Mielőtt regényíróvá lett volna, számos színdarabot írt, de ezeket általában be sem mutatták, de ha mégis, nem arattak kellő sikert. Ennek ellenére örökre megmaradt rajongása a színház iránt.

## Tartalom
A perpignani Clovis Dardentor elkíséri a Désirandelle családot Oranba. A család reményei szerint fiúk, Agathokles, itt megkéri és elveszi régi ismerősük, Elissane asszony lányát, Louise-t. A Cettéből induló hajón utazik két ifjú barát is, Jean Taconnat és Marcel Lornans is, akik a hadsereg oráni lövészezredéhez készülnek csatlakozni.
A hajón Dardentor, a kapitány és a két ifjú beszélgetése az örökösödésre terelődik. Dardentor agglegény, nincs örököse. Amikor megtudja, hogy ebben az esetben az állam az örökös, úgy dönt, hogy örökbefogadás útján talál megfelelő örököst. Lorans jogi tanulmányokat folytatott, így pontosan idézi a polgári törvénykönyv VIII. fejezet 345. paragrafusát, amely az örökbefogadás jogról szól. A regény cselekményének mozgató rugójává váló törvény szerint:
- az örökbefogadó francia férfi vagy női polgár
- az örökbefogadónak sem gyermeke, sem törvényes leszármazója nem lehet
- az örökbefogadónak legalább ötven évesnek kell lennie
- az örökbe fogadott legalább tizenöt évvel fiatalabb legyen az örökbefogadónál
- ha az örökbefogadó házas, akkor a másik házasfél beleegyezése is szükséges,
- ha az örökbe fogadni szándékolt még nincs huszonöt éves, szülei beleegyezés is kell
- az örökbefogadó az örökbefogadóról nagykorúsága előtt legalább hat éven keresztül gondoskodott légyen,
- de ez utóbbitól el lehet tekinteni, ha az örökbe fogadni szándékolt egyén az örökbefogadó életét akár harcban, akár vízből, akár tűzből megmentette.

Jean elhatározza, hogy örökbe fogadtatja magát Dardentorral, ehhez vagy vízből, vagy tűzből menti ki.
A lassan hömpölygő történetben természetesen előfordul tűzből és vízből mentés is, sőt, még támadásban való mentés is, Dardentor mind a három esetben érintett. A vígjáték örökbefogadással és esküvővel végződik. A regény zárómondata, amely számos magyar kiadásból kimaradt:
«Micsoda? .. . hiszen ez a história úgy végződik, mint egy bohózat! — mondja a nyájas olvasó... Természetesen, mi is volna egyéb, mint bohózat, csupán a kuplék hiányzanak belőle, s házasság a vége, mire a függöny alágördül.»
|  | Alább a cselekmény részletei következnek! |

A Cettéből Oranba tartó Argoles gőzös fedélzetén játszódik a könyv első része. Verne bemutatja a Désirandelle családot, a feleség folyamatosan tengeribeteg, a férj papucs, fiúk, Agathokles, bárgyú, kommunikáció-képtelen. Clovis Dardentor, a Désirandelle mentora harsány, jó kedélyű, gazdag, szolgája, Parice, szerint műveletlen, udvariatlan – és van némi igazsága. A többi utas közül egyedül egyedül Eustache Orienthal nevét ismerjük meg, akiről kiderül, hogy az asztronómiai társaság elnöke Montélimarból.
A hajó kiköt a Baleár-szigeteknél, Dardentor és a két ifjú, Jean Taconnat és Marcel Lornans, rövid kirándulásra indul Palma városában. A városnézéshez bérelt fogat elragadja Dardentort és féktelen száguldásba kezd. Csodával határos módon megmenekül. Marcel ugratja Jeant, hogy neki kellett volna megmenteni Dardentort, hogy az örökbe fogadhassa. Jean szerint nem hibázott, mert sem tűz, sem víz, sem támadás nem érte Dardentort.
Oranban Elissane asszony és lánya, Louise fogadja a Désirandelle családot és Dardentort. Agathokles természetes mulyasága okán képtelen udvarolni Louise-nak, de a szülők bíznak abban, hogy a két fiatal egymásra talál. Taconnat és Lorans ad magának két hetet, mielőtt bevonulna katonának.
Dardentor javaslatára pár napos Oran körüli útra indulnak a Désirandelle és Elissane családok. A városban Dardentor összefut a két ifjúval és meghívja őket is. Ennek a két család nem nagyon örül, mert Louise egyre több jelét adja, hogy szívesebben fogadná Jean udvarlását, mint Agathoklesét, bár utóbbi nem is udvarol neki. A vonatos-utazókocsis út nyilvános, így meglepetésükre azon feltűnik Eustache Orienthal is, aki az úton minden étkezésnél a legjobb helyet igyekszik elfoglalni és minden ételt végigkóstol.
A körutazás során tűz keletkezik abban a vasúti kocsiban, amelyben Marcel alszik, de Dardentor megmenti. Jean nem csak kimaradt, de nem is ő volt a megmentő, így az örökbefogadásról szó sem lehet.
Később kocsin és lóháton folytatják a körutat. Egy gázlónál Jeant elragadja az ár, és csak Dardentor lélekjelenléte menti meg. Ez sem megfelelő eset az örökbefogadáshoz, mert a szerepek felcserélődtek.
S végül egy oroszlán és nőstényei támadnak az utazókra, akik az utolsó töltényig védekeznek, ám az oroszlánt nem sikerül lelőniük. Az állat Dardentorra támad, az oroszlánt egy lövéssel teríti le Louise.
Dardentor – anyja engedélyével – örökbe fogadja a lányt. Agathokles kudarcot vall, emiatt a Dardentort okoló Désirandelle család sértetten távozik. Jean elnyeri Louise kezét, a fiúk nem vonulnak be a seregbe. És még Eustache Orienthal rejtélyes esete is megoldódik.
- Hogyan? Az ur nem asztronomus? – kérdé az érdemes szolga.
- Nem... Gasztronomus... 
|  | Itt a vége a cselekmény részletezésének! |

## Fejezetek
1. Amelyben még nem ismerkedünk meg a történet főszereplőjével.
2. Amelyben megismerkedik az olvasó a történet főszereplőjével.
3. Amelyben a történet tisztes hőse szerepelni kezd.
4. Amelyben Clovis Dardentor olyan dolgokat mond, miket Jean Taconnat a maga hasznára akar forditani.
5. Amelyben Patrice ismételten tapasztalja, hogy ura olykor meg-megfeledkezik az előkelő fellépésről.
6. Amelyben az eddigi események Palma városában tovább szövődnek.
7. Amelyben Dardentor hamarabb kerül vissza a Bellver-várkastélyból, mint ahogyan feljutott.
8. Melyben a Désirandelle-család összeköttetésbe lép az Elissane-családdal.
9. Amelyben a két heti haladék ugy Lornans Marcel, mint Taconnat Jeanra nézve eredménytelenül telik el.
10. Melyben az Orán-Saide-i vonaton komoly alkalom nyilik.
11. Mely előkészitő a következőkre.
12. Melyben a karaván elhagyja Saidát és Dayaba érkezik.
13. Melyben Jean Taconnat éppen olyan hálás, mint amilyen csalódott.
14. Melyben Tlemcent nem nézik meg olyan behatóan, mint azt a város megérdemelte volna.
15. Melyben a törvénycikk három feltétele közül kettő beteljesedik.
16. Melyben a regény Dardentor ur kivánsága szerint végződik.

## Szereplők
- Clovis Dardentor (45), gazdag férfi Perpignanból
- Patrice (40), Dardentor szolgája
- Désirandelle (55), férj
- Désirandelle-né (50), feleség
- Agathokles Désirandelle (21), fiú
- Elissane asszony (50), oráni lakos
- Louise Elissane, (20) Elisanne lánya
- Jean Taconnat (21), párizsi úrfiú, kereskedelmi szakon végzett
- Marcel Lornans (21), párizsi úrfiú, jogászi végzettségű
- Eustache Orienthal, (g)asztronómus
- Bugarach, az Argoles kapitány
- Bruno (50), az Argoles hajó orvos
- Derivas, vasúti hivatalnok, Moktani főnöke
- Moktani, karaván vezető
- Beauregard kapitány, Taconnat és Lornans pártfogója
- Pigorin, borkóstoltató

## A regény előzményei, forrásai

### Az örökbefogadott fiú
Az Un fils adoptif (Az örökbefogadott fiú) címmel Jules Verne, Charles Walluttal közösen, egyfelvonásos vígjátékot írt 1853-ben.
A darabban Isidore Barbillon (25) Dumortier nagybátyjával él, meglátogatja d'Entremouillettes bárót és unokahúgát, Césarine-t (20), akibe Isidore szerelmes. A báró szándéka unokahúga kiházasítása gazdag és magas rangú kérőnek. Isidore ötlete az, hogy megmenti a báró életét, aki így őt örökbefogadja, és nem lesz akadálya annak, hogy elvegye Césarine-t. Isidore számos csapdát készít elő a báró számára, ám ezekbe minden esetben ő esik bele és a báró menti meg.
A darabot nem mutatták be, de a kézírásos rendezői utasításokat is tartalmazó példány előkerült.

### Labiche: M. Perrichon utazása
Verne regényét minden elemző szerint Eugène Labiche (1815-1888) Le Voyage de M. Perrichon színdarabja alapján írta. A Le Voyage de M. Perrichon négyfelvonásos komédia, amit 1860. szeptember 10-én mutattak be először a párizsi Théâtre du Gymnase-ben, a darab társszerzője Édouard Martin volt.
Az 1860-ban játszódó darabban a párizsi Gare de Lyon állomásról Perrichon úr, felesége és lánya vonattal Chamonixba indul nyaralni. Az állomáson derül ki, hogy két fiatalember, Armand Desroches és Daniel Savary, akikkel egy bálon ismerkedtek meg, szintén a vonattal utazik. Mindkét ifjút elbűvöli Perrichon úr lánya, Henriette szépsége, versenyezve kezdenek udvarlásba.
Charmonixban Armand Desroches megmenti a lovából esett Monsieur Perrichon életét, Daniel Savary pedig egy barlangból menti ki Monsieur Perrichont.
Perrichont párbajra hívja ki egy tiszt, akit megsért, mert az rossz helyesírásán csúfolódik, de a két fiatal közbelép, a párbaj elmarad.

### János Szalvátor főherceg
Több magyar fordításból kimaradt a hatodik fejezet első pár bekezdésének fordítása. Ezekben Verne fenntartás nélkül dicséri a Louis Salvator osztrák főherceg Baleár-szigetekről szóló könyvét. Verne levelezésben állt a főherceggel, akit 1884-es velencei látogatása során ismert meg, amikor Saint-Michel III hajójával bejárta a Földközi-tengert. Verne így ír a főhercegről: „Lajos Szalvátor folyton ír nekem. Következő könyvemben a Baleárokról írok, és így módom lesz bemutatni a hercegnek ezen a szigetcsoporton végzett nagyszerű munkáját.”
„… haszontalan lenne elhagyni a házát, elindulni, felkeresni az utazóknak ajánlott természeti csodákat. Elegendő bezárkózni egy könyvvel, feltéve, hogy ez a könyv az osztrák Louis-Salvator főhercegnek a munkája a Baleár-szigetekről. Olvassa el a szöveget, mely annyira teljes és annyira pontos, nézze meg a színes metszeteket, nézeteket, rajzokat, vázlatokat, terveket, térképeket, amelyek a kiadványt páratlan művé teszik. Páratlan munka a kivitelezés szépsége, földrajzi, etnikai, statisztikai, művészeti értékek szempontjából ... Sajnos a könyvesboltok ezt a remekművet nem forgalmazzák.
Így Clovis Dardentor nem ismerte a művet, sem Marcel Lornansot, sem Jean Taconnat. Mivel azonban Argèlès a szigetcsoport fő szigetén kötött ki, legalább képesek lehetnek felderíteni a fővárost, átérezni ennek a bájos városnak a szívét és emlékeikbe jegyzetelni. És a kikötőben üdvözölhették Louis-Salvator főherceg Nixe gőzhajóját, csak irigyelhették, hogy ezen a csodálatos szigeten lakott.“

### Verne és Zola
„Félreértése, de még inkább a kifejezés sértő volta miatt zavartan elkullogott. "Hord el az irhádat" ilyen kifejezéssel vele szemben ura még soha sem élt s habár először és utoljára történt is, elhatározta, hogy uj állás után néz... lehetőleg a francia akadémia valamelyik tagjánál, akinek beszédmodora válogatottabb... természetesen nem Zolánál…“
Nem ez az egyetlen alkalom, amikor Verne odaszúr Émile Zolának, így tett Az úszó szigetben is.
A két író majdnem hasonló utat járt be, többször próbáltak bejutni a Francia Akadémiára, ám ez nem sikerült nekik. A két emberben mindig volt egyfajta vonzás-taszítás egymás irányában.

## Értékelés
Clovis Dardentor (1896) játékos intermezzo, nagy problémák nélkül. Mert azt csak nem lehet verne-i problémának nevezni. hogy a nagy perpignani a dél-francia rehabilitációja, Tartarin cáfolata is akar lenni? Agglegény, mint a tarasconi hős, szereti a "gyomrát, hangja úgy harsog, mint a trombita“; s ő is szeret a társaság középpontja lenni, mint Tartarin. De azért finomabb vizsgálatra érezhető, hogy Dardentor tiltakozás a daudet-i dél-francia típus ellen. Nem provence-i, — hogy a különbségeket végső esetben földrajzi árnyalatokkal is lehessen mentegetni. «Dardentor Dél-Franciaország szülötte, ha ugyan Dél-Franciaországban elképzelhető olyan egyén, aki nem Provence-ban született, ahol egész Dél-Franciaország összpontosul s úgyszólván egybeolvad». S az oráni oroszlánok «nem. . . juhbőrbe bujtatott, karikán guruló oroszlánok». Verne egyébként vidéki, s ezért nem tartja kötelességének leszólni Perpignant sem, amely város aligha kerülné el sorsát, ha párizsi regényíró venné tollára.
Dardentor maga az egészség: józan, kedélyes, szókimondó és «nincsenek idegei». Moliére vagy Labiche-féle nagybácsi, aki az élet lényegét látja a rövidlátó szereplők feje fölött. Igaz, hogy a savanyú és félszeg Désirandelle-ék csemetéjét kíséri háztűznézőbe Észak-Afrika partjaira; de önkéntelenül mégis annak a két derék, tűzről pattant fiatalembernek segít, akik az egészséget képviselik Agathocle gépiességével szemben s akik közül az egyik végül is elüti a szép Elissane kisasszonyt az unalmas kérő kezéről.
A tőrőlmetszett vígjátékok sora Kerabannal kezdődött és Dardentorral végződik.
Hankiss János értékelésében először Alphonse Daudet (1840-1897) Tarasconi Tartarin (1872) művével állította Verne regényét párhuzamba. A Tarasconi Tartarin egy illúziókat kergető dél-francia ember jó kedélyű, humoros története, amely egykor nagyon népszerű volt Magyarországon.

## Szabadkőművesség, összeesküvés elmélet
Verne és a szabadkőművesség kapcsolata nem bizonyított. Verne idősebb korában számos írását, iratát megsemmisítette, így nincs írásos nyoma annak, hogy tag lett volna. Ugyanakkor számos műve kapcsán született olyan elemzés, mely alapján szabadkőművesnek tartják az írót. Az egyik ilyen a Clovis Darndentor regényhez kapcsolódik, az elmélet megalkotója Michel Lamy, a francia Jules Verne Egyesület tagjáé.
Az elmélet legközérthetőbb érve az, hogy Bugarach kapitányt Verne a Rennes-le-Chateau közelében található Pic de Bugarach hegy után keresztelte el. A hegy a mai napig okultisták, UFO-hívők és vallási szekták által kedvelt, tisztelt helyszín. Bizonyítottnak véli, hogy az általa „Vernére kevésbé jellemző cselekménytelen könyv“ más szereplői neve is rejtett utalás a szabadkőművességre: Patrice neve visszavezethető egy Rennesben templomosok kincsét fellelő pásztoréra, Dardentor vezetékneve megegyezik a francia királyi ház, a Merovingok alapítójának nevével, Elisanne asszony címe rue du Vieux-Château…
Verne viszont hozzászokott minket a szokatlan hangzású hősök nevéhez: Bombarnac Klaudius, Hector Servadac, César Cascabel,  Aristobulus Ursiclos. Az is jellemző Verne névadására, hogy számos szereplőjét földrajzi hely után nevezi el: Hatteras kapitány – Hatteras fok, Antifer mester – Antifer világítótorony…

## Érdekességek
- Jogi ismereteit csillogtatja Verne, amikor hajóroncsok tulajdonjogáról ír a regényben, hasonlóan a Senki fia művéhez, amelyben a tengerjogi, vagy Az úszó városhoz, amelyben a váláshoz kapcsolódó jog fontos a cselekmény szempontjából.
- A regény először folytatásokban jelent meg egy hetilapban. Ebben Marcel Lornans és Jean Taconnat az ötödik afrikai vadászezredbe tervezte bevonulását. A könyvben már hetedik vadászezred szerepel. Ennek oka, hogy az íráskor még csak négy vadászezred létezett, de épp az írás évében létrehozták az ötödik és hatodik ezredet. Verne szándékosan választott először is nem létező ezredet és azért módosította az ezred számát, hogy unokatestvére, Georges Allotte de la Fuÿe szpáhi tiszt (később tábornok), ne kerüljön kényes helyzetbe. A változásra egyébként épp unokatestvére hívta fel a figyelmét.
- 2009-ben három brit fiatal közösségi finanszírozással (buyacredit.com) készült megfilmesíteni a regényt. A Killing Clovis Dardentor forgatókönyv írója Lizzie Hopley lett volna, de nem jött össze a remélt összeg.[10]
- Dardentor 45 éves, mégis örökbe fogadhatja megmentőjét, pedig a törvény szerint csak 50 évnél idősebb személy fogadhat örökbe. Meglehet, a megmentési kivétel ezt a feltételt is felülírja, a regényben nem idézik a törvény pontos szövegét

## Magyar kiadások
A magyar kiadásokban a Clovis Dardentor regényt egy kötetben jelentették meg a Dráma a levelgőben Verne novellával.
- Unikornis, Budapest, 2001, ISBN 9634273874[11]
- Tolnai Nyomdai Műintézet és Kiadóvállalat R.-T., Budapest, fordította: Mikes Lajos, Sávoly X. Ferenc, illusztrálta: Geiger Richard[11]
- "Magyar Kereskedelmi Közlöny" Hírlap és Könyvkiadó Vállalat, Budapest, fordította: Sávoly X. Ferenc, illusztrálta: Geiger Richard[11]